# Taraxacum pyropappum
Taraxacum pyropappum là một loài thực vật có hoa trong họ Cúc. Loài này được Boiss. & Reut. miêu tả khoa học đầu tiên.